# Barbara Schenker
Pour les articles homonymes, voir Schenker.
Barbara Schenker, née le 2 juillet 1966 à Sarstedt et morte le 13 avril 2023, est une claviériste de hard rock allemande.

## Biographie
Barbara Schenker a deux frères très connus sur la même scène : Rudolf et  Michael.
Dans les années 1980, elle se fait connaître sur son clavier en fondant le groupe de hard rock Viva avec lequel elle enregistre les albums Born To Rock (1980), What The Hell Is Going On! (1981) et Dealers Of The Night (1982). Elle y a écrit la majorité des chansons. Elle est élue meilleur(e) claviériste nationale dans Metal Hammer en 1984.
En 1986, Barbara Schenker entre dans Rosy Vista et enregistre le single The tables are turned/Rocking trough the night.
Elle officie au sein du groupe SchenkersSister.